# Carigradske konferencije
Carigradske konferencije velikih sila (Britanija, Rusija, Francuska, Njemačka, Austro-Ugarska i Italija) održane su u Istanbulu (Carigradu) od 23. prosinca 1876. do 20. siječnja 1877.  Nakon Hercegovačkog ustanka koji je započeo 1875. godine, i Bugarskog ustanka u travnju 1876. godine, velike su se sile dogovorile o projektu za političke reforme, kako u Bosni, tako i u osmanskim teritorijama s većinskim bugarskim stanovništvom.